# 2012年飓风莱斯利
飓风莱斯利（英語：Hurricane Leslie）是2012年9月对百慕大和加拿大大西洋省份构成轻微影响的一场大西洋飓风，是2012年大西洋飓风季形成的第12个热带气旋，源于8月30日背风群岛以东约2400公里海域的一股东风波，成为热带低气压仅12小时后就增强成热带风暴并获名“莱斯利”。气旋稳步向西北偏西方向移动，由于外界环境偏向有利而缓慢弱化，到了9月2日，风暴已回转向西北偏北行进至背风群岛北侧洋面。此后，加拿大大西洋省份上空的阻塞天气格局令莱斯利持续飘流了4天。9月5日晚，气旋升级成一级飓风，但由于行进速度过于缓慢，产生的上升流令海面温度降低，莱斯利又缓慢减弱，于9月7日降级成热带风暴。
气旋继续飘流到9月9日并加速从百慕大以东掠过，给岛上带去强风，导致数百居民家中停电，还有电线杆倒塌，各种垃圾和被风刮断的树枝散落在道路上。此后莱斯利重新增强并再度达到飓风标准，于9月11日在纽芬兰岛附近转变成温带气旋。风暴给加拿大大西洋省份的新斯科舍和纽芬兰带去暴雨，纽芬兰岛出现局部洪灾，特别是该岛西部。岛上许多树木和屋顶受损，约4万5000户居民失去供电。此外，波奇湾（Pouch Cove）有一套尚未建完的房屋和多户民宅受损。飓风莱斯利一共造成1010万美元（2012年美元）的损失，但没有引起人员丧生。

## 气象历史
8月26日，一股东风波伴随广阔的下层低气压区从非洲西海岸进入大西洋。系统总体向西移动，组织结构在接下来几天里都很混乱。到了8月29日，东风波内的雷暴和降雨都在朝中心靠拢，组织结构逐渐改善。根据德沃夏克分析法和散射仪计算出的海面风速结果，美国国家飓风中心估计系统于协调世界时8月30日凌晨0点在背风群岛北部的东南偏东方向约2406公里洋面发展成第十二号热带低气压。受北面的副热带高压脊影响，气旋在温暖的海域上空向西北偏西方向前进。8月30日中午12点，低气压升级成热带风暴并获名“莱斯利”（Leslie）。
成为热带风暴后，莱斯利受副热带高压脊影响而转向西北偏西。到8月31日清晨，气旋已向各个方向发展出层次分明的外流，环流中心也很接近主要对流区。气象结构估计风暴这时的持续风速有每小时110公里。8月31日晚，由于上空风切变增多，令对流同中心分离，系统一度停止增强。9月1日清晨，卫星图像显示莱斯利发展出眼状特征，但无法确定这一特征是否位于气旋的下层环流中心。风暴结构渐趋混乱，环流在数小时后已同主对流区分离。
虽然所处洋面水温超过29°C，但在风切变的不利影响下，气旋略有减弱，风速降至每小时95公里。9月3日清晨，风暴的移动速度减缓并回转向西北方向移动，逐渐逼近百慕大高压脊的薄弱点，之后又略朝北面转向。受加拿大大西洋省份上空的阻塞天气格局影响，莱斯利以每小时不到8公里的速度飘流了4天时间。随着风切变减少，风暴重新组织，于9月5日中午12点升级成飓风。6小时后，莱斯利达到风力时速130公里的最高强度。但由于飓风的移动速度过于缓慢，海面温暖的海水因上升流影响而被下方温度偏低的海水取代，气旋因此开始缓慢减弱，到9月8日清晨已降级为热带风暴。系统虽在弱化，但环流直径却扩大到超过1850公里，风场也在扩张，从中心向外282公里范围内的风速都达到热带风暴强度。9月9日清晨，大范围的中到上层低压槽及其关联的冷锋离开美国东岸，加拿大大西洋省份上空的阻塞天气格局随即瓦解。莱斯利因此加速向东北偏北进发。当晚，风暴从百慕大以东约210公里洋面经过。离开这片上升流海域后，气旋开始再次增强，于9月10日中午12点达到飓风标准。次日清晨，风暴达到968毫巴（百帕，28.6英寸汞柱）的最低气压。但由于海面温度降低、风切变增强，同时气旋还在逐渐同冷锋合并，共同导致莱斯利于9月11日上午9点在纽芬兰与拉布拉多的圣劳伦斯（St. Lawrence）以南约137公里海域转变成温带气旋。不过，美国国家飓风中心在当时的实际操作中认为莱斯利登陆比林半岛（Burin Peninsula）时仍属热带气旋。风暴残留快速穿越纽芬兰，于9月11日晚重返大西洋。次日早上6点，莱斯利的残留与拉布拉多海上空的另一片温带低气压区合并。

## 防灾措施和影响

### 百慕大

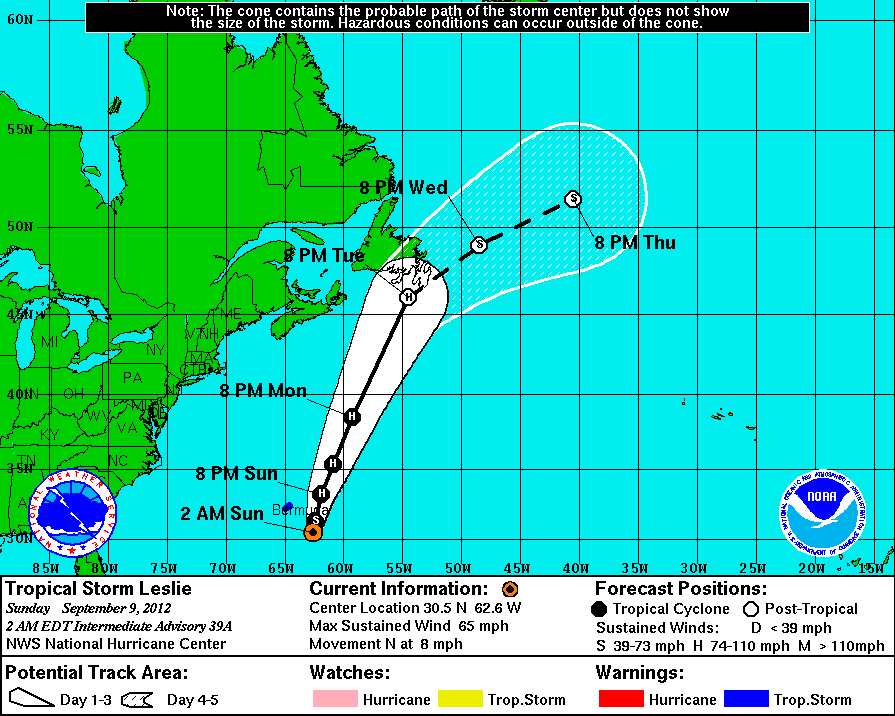
美国国家飓风中心2012年9月9日针对热带风暴莱斯利发布的5日预报

气象机构因飓风莱斯利发布的热带气旋警告很少。9月6日晚上21点，百慕大收到热带风暴观察预警，再于9月8日上午9点升级成热带风暴警告并持续到9月10日清晨中止。9月6日，百慕大官员敦促居民做好“最坏的打算”。多间学校准备在周五停课，以便居民对逐渐逼近的风暴做好准备。百慕大应急措施组织方面称：“莱斯利的规模非常庞大，而且天气预报中认为它在逼近期间会急剧强化，可能会成为百慕大的一场历史性风暴……岛上风速可能达到飓风强度，并且有可能持续两天之久。”
风暴从百慕大经过的位置比之前的预计更偏东面，因此只造成很小的影响。圣大卫岛的持续风速为每小时63公里，阵风时速则有87公里，岛上还测得80毫米雨量。百慕大多地零星出现停电，数以百计的居民受到影响，刮断的树枝和其它垃圾散落在道路上，哈密尔顿有1条电线杆倒塌。

### 加拿大
9月10日早上6点，纽芬兰与拉布拉多的印第安港（Indian Harbour）向南至斯通湾之间地区，以及福戈岛（Fogo Island）到夏洛特敦（Charlottetown）之间地区接获热带风暴观察预警。与此同时，斯通湾至夏洛特敦之间地区进入飓风观察预警生效状态。到9月10日下午15点时，热带风暴观察预警已经中止，同时印第安港到特里顿（Triton）收到热带风暴警告。到了9月11日晚，所有观察预警和警告均已中止。为防万一，巴德格尔（Badger）镇宣布进入紧急状态。

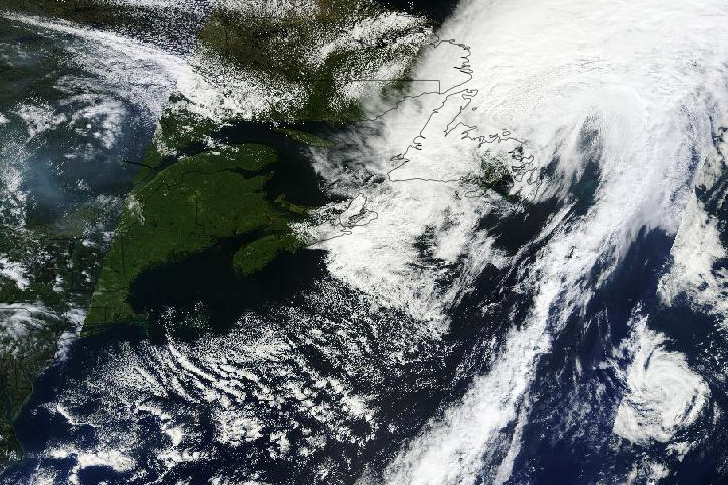
9月11日经过纽芬兰后，莱斯利已属温带气旋。

莱斯利尚处热带气旋阶段时就在新斯科舍大部分地区产生51到102毫米降水，其中降雨量最高的舒贝纳卡迪（Shubenacadie）达170毫米。新斯科舍部分地区此前就已爆发洪灾，这些降水很可能导致灾害的持续时间延长。纽芬兰岛大部分地区也出现51至102毫米降水，降雨量最高的牛头镇（Cow Head）有108毫米。降雨引发局部洪灾，部分道路和桥梁无法通行，波尔半岛港与纽芬兰岛内陆的交通一度中断。莱斯利产生时速达137公里的狂风，致使许多树木和屋顶受损，约4万5000户居民失去供电，特别是纽芬兰岛东南部的阿瓦隆半岛情况严重。阿瓦隆半岛的波奇湾有套还只建成一部分的房屋被风暴摧毁，临近的圣约翰斯普莱森特维尔（Pleasantville）也有多套尚未建成的民宅受损。普莱森特维尔有多条街道封闭，以便工作人员清理四处散落的垃圾。纽芬兰纪念大学部分校园因有碎玻璃掉落在人行步道上而封闭。莱斯利的残留之后还给努纳武特带去降水，伊魁特在3天里的降雨量一共为36毫米。加拿大大西洋省份一共因这场风暴遭受了约1010万美元（2012年美元）的损失。

### 其它地区
从小安的列斯群岛北面海域经过期间，莱斯利给背风群岛、维尔京群岛和波多黎各多个岛屿带去大浪。气旋还和飓风艾萨克共同影响，在佛罗里达州东部海岸沿线产生离岸流，其中又以拿骚县向南至马丁县沿海区域为主。此外，风暴还于9月5至6日在特拉华州和新泽西州沿海产生离岸流。